# 저우쓰치
저우쓰치(周思齊, 1981년 10월 26일~)는 중화민국의 야구 선수이다. 현재 중신 브라더스 소속으로 뛰고 있다.